# Protaktínium-pentaoxid
A protaktínium-pentaoxid egy kémiai vegyület. Képlete Pa2O5. Hidrogénredukcióval  protaktínium-dioxidot lehet belőle létrehozni.

## Fordítás
Ez a szócikk részben vagy egészben  a   Protactinium(V) oxide című angol Wikipédia-szócikk fordításán alapul.  Az eredeti cikk szerkesztőit annak laptörténete sorolja fel. Ez a jelzés csupán a megfogalmazás eredetét és a szerzői jogokat jelzi, nem szolgál a cikkben szereplő információk forrásmegjelöléseként.